# Moucherolle des pins
Empidonax affinis
Espèce
Répartition géographique
Statut de conservation UICN

 LC  : Préoccupation mineure
Le Moucherolle des pins (Empidonax affinis) est une espèce de passereau de la famille des Tyrannidae.

## Habitat
Cet oiseau fréquente les forêts montagneuses tropicales et subtropicales de conifères du Mexique et du Sud-Ouest du Guatemala.

## Répartition et sous-espèces
Selon la classification de référence du Congrès ornithologique international (15.1, 2025) il se répartit en cinq sous-espèces :
- Empidonax affinis pulverius Brewster, 1889 — sierra Madre occidentale ;
- Empidonax affinis trepidus Nelson, 1901 sierra Madre orientale ;
- Empidonax affinis affinis (Swainson, 1827) — cordillère Néovolcanique ;
- Empidonax affinis bairdi Sclater, 1858 — sierra Madre occidentale (sud), del Sur et de Chiapas ;
- Empidonax affinis vigensis Phillips, AR, 1942 — Veracruz.